# Wolmar Anton von Schlippenbach
Wolmar Anton von Schlippenbach (1653-1721) byl generálním guvernérem Estonského vévodství v letech 1704-06.

## Život
Narodil se v Livonsku. Jako kapitán švédské armády se zúčastnil Skånské války pod velením Karla XI. Později sloužil v hodnosti majora ve Švédských Pomořanech a Prusku. V roce 1688 byl povýšen na podplukovníka v regimentu guvernéra Soopa v Rize; později, v roce 1693, byl převelen do tělesné stráže mladého prince Karla ve Stockholmu.
Na začátku severní války Schlippenbach sestavil v Livonsku pluk dragounů a stal se plukovníkem. Když v roce 1701 Karel XII. rozbil zimní ležení u Dorpatu a mířil do Rigy, nechal Schlippenbacha bránit livonské hranice. Tady (5. září 1701) zvítězil v bitvě u Rõuge a následně byl povýšen do hodnosti generálmajora. Ve stejném roce však byl poražen ruskými vojsky vedenými Borisem Šeremetěvem v bitvě u Erastferu (30. prosince 1701) a v bitvách u Sagnitze a Hummelshofu (1702). V roce 1703 přesunul Schlippenbach velkou část svých jednotek na pomoc Lewenhauptovi v Kuronsku. Kvůli tomu nebyl schopen ubránit Narvu a Dorpat před zabráním Rusy v roce 1704. Ve stejném roce byl Schlippenbach jmenován generálním guvernérem Estonského vévodství se sídlem v Revalu.
V roce 1708 vytáhl Lewenhaupt do Ruska, Schlippenbach jej jako plukovník svého dragounského pluku následoval. V bitvě u Poltavy vedl průzkumnou jízdní četu na pravém křídle a byl zajat. Propuštěn z ruského držení byl až v roce 1712, kdy začal sloužit v ruské armádě v hodnosti generálmajora. O dva roky později (1714) byl povýšen na generálporučíka. Zemřel v roce 1721.